# Spółgłoska szczelinowa miękkopodniebienna dźwięczna
Spółgłoska szczelinowa miękkopodniebienna dźwięczna – rodzaj dźwięku spółgłoskowego występujący w językach naturalnych, oznaczany w międzynarodowej transkrypcji fonetycznej IPA symbolem [ɣ]. Bezdźwięcznym odpowiednikiem jest [x].

## Artykulacja

### Opis
W czasie artykulacji tej spółgłoski:
- modulowany jest strumień powietrza wydychany z płuc, czyli jest to spółgłoska płucna egresywna
- tylna część podniebienia miękkiego zamyka dostęp do jamy nosowej, jest to spółgłoska ustna
- prąd powietrza w jamie ustnej uchodzi wzdłuż środkowej linii języka – spółgłoska środkowa
- tylna część języka dotyka podniebienia miękkiego – spółgłoska miękkopodniebienna
- wiązadła głosowe periodycznie drgają – spółgłoska dźwięczna

### Warianty
Opisanej powyżej artykulacji może towarzyszyć dodatkowo:
- wzniesienie środkowej części grzbietu języka w stronę podniebienia twardego, mówimy wtedy o spółgłosce zmiękczonej (spalatalizowanej): [ɣʲ]
- przewężenie w gardle, mówimy wtedy o spółgłosce faryngalizowanej spółgłosce: [ɣˤ]
- zaokrąglenie warg, mówimy wtedy o labializowanej spółgłosce [ɣʷ]

## Przykłady
- w języku polskim jako alofon spółgłoski [x] przed spółgłoską dźwięczną: niechby ['ɲeɣbɨ̞]
- w języku czeczeńskim: ġala ['ɣa:la] „miasto”
- w języku hindi: ग़रीब [ɣ̄əriːb] „biedny”
- w języku irlandzkim: dhorn [ɣoːɾˠn̪ˠ] „pięść”
- w języku litewskim: humoras [ˈɣʊmɔrɐs̪] „humor”
- w języku nawaho: ’aghá [ʔaɣa] „najlepszy”
- w języku paszto: غاتر ['ɣɑtər] „muł”
- w języku romskim: γoines [ɣoines] „dobry”
- w języku rosyjskim:
  - дорога [dɐˈro̞ɣa] „droga” (w dialekcie południoworosyjskim);
  - господи! [ˈɣʷo̞s̪pədʲɪ] "Boże!" (pochodzące z cerkiewnosłowiańskiego, w języku literackim)
- w języku tureckim: ağa [aɣa] „sieć”